# بيلي ديفيس (لاعب كرة قدم أمريكية)
بيلي ديفيس (بالإنجليزية: Billy Davis)‏ هو لاعب كرة قدم أمريكية أمريكي، ولد في 6 يوليو 1972 في إل باسو في الولايات المتحدة.

## وصلات خارجية
- بيلي ديفيس على موقع مرجع كرة القدم المحترفة.كوم (الإنجليزية)